# Centroptilum luteolum
Espèce
Centroptilum lateolum est une espèce d'insectes de l'ordre des éphéméroptères.

## Description
L'imago possède deux longs cerques effilés. Les ailes inférieures sont très petites, allongées et pointues à l'apex.
Vol d'avril à septembre.

## Habitat
Cours d'eau rapides encombrés de pierres et bord des lacs.